# Sèmèrè I
Sèmèrè I est l'un des six arrondissements de la commune de Ouaké dans le département de la Donga au Bénin.

## Géographie
Sèmèrè I est situé au centre-ouest du Bénin et compte 7 villages que sont Agbandare, Baparape I, Daka, Kim Kim, Mami, Ouramare et Tchingayare.

## Démographie
Selon le recensement de la population de 2013 conduit par l'Institut national de la statistique et de l'analyse économique (INSAE), Sèmèrè I compte 13 622 habitants.